# Gumley
Gumley est un village et une paroisse civile du Leicestershire, en Angleterre. Il est situé à cinq kilomètres au nord-ouest de la ville de Market Harborough, dans le district de Harborough. Au moment du recensement de 2001, il comptait 106 habitants.